# Брестский электроламповый завод
«Брестский электроламповый завод» — предприятие по производству электрических ламп (ламп накаливания общего и специального назначения) в г. Брест (Белоруссия). 
ОАО «Брестский электроламповый завод» является единственным в Республике Беларусь (и одним из крупнейших производителей[где?]) ламп накаливания. 
Входит в холдинг «Горизонт».
В 2007 году предприятие выпустило 147 млн лампочек

## О предприятии
Завод создан в 1966 году под влиянием следующих причин: в начале 60-х годов в СССР начала выполняться программа сплошной электрификации (в те же годы стало активно развиваться жилищное строительство). Под влиянием возросшего спроса на лампы, распоряжением ВСНХ СССР №3 от 08.01.1965 года и постановления Совета Министров СССР №209 от 15.03.1965 года, на базе начатого в 1962 году строительства Брестского завода «Электростанок» запланировано строительство электролампового завода. 
В августе 1966 года выпущена первая электролампочка, а с сентября завод начал давать продукцию серийно.
В настоящее время завод специализируется в основном на изготовлении электрических ламп накаливания, в том числе: лампы общего назначения, автомобильные, галогенные, миниатюрные, компактные энергосберегающие лампы, а также натриевые, ртутные и металлогалогеновые лампы высокого давления для уличного освещения и для тепличного хозяйства.
Продукция используется в различных отраслях промышленности, автомобильном, железнодорожном, воздушном и водном транспорте, а также для освещения жилых, общественных и промышленных зданий.
Высокое качество изготавливаемой продукции и присвоение большинству автомобильных ламп международного знака соответствия Е2, омологированного во Франции, и Е22 в России, подтверждается устойчивым спросом на рынке.
С 1998 года завод работает по Международной системе качества серии ИСО-9001.
Тип производства — массовый, завод состоит из пяти основных цехов и 8 вспомогательных. 
Режим работы основных цехов — двухсменный, за исключением стекольного, где идёт непрерывный технологический цикл.
Постоянно расширяется и обновляется номенклатура изделий.
Основными потребителями продукции завода являются Российская Федерация, Белоруссия, Украина, Прибалтика.
В январе 2018 года Украина завершила антидемпинговое расследование экспорта из Белоруссии лампочек мощностью до 200 Вт и ввело в отношении продукции Брестского электролампового завода, единственного производителя этой продукции в стране, антидемпинговую пошлину в размере 17,73 %.

## Продукция
Завод производит 
лампы накаливания общего назначения, 
лампы декоративные, 
автомобильные лампы, железнодорожные лампы, 
энергосберегающие лампы, 
натриевые лампы уличного освещения, 
ртутные лампы ДРЛ/ДРВ, 
металлогалогеновые лампы ДРИ с керамическими горелками, 
люминесцентные лампы,
лампы различного назначения, 
лампы специального назначения. 
А также различные изделия из стекла, в том числе стеклотрубки из бессвинцового стекла.